# هيئة قطر للأسواق المالية
هيئة قطر للأسواق المالية، هي هيئة رقابية مستقلة تأسست بموجب القانون رقم (33) لسنة 2005، والذي تم إلغاءه بالقانون رقم (8) لسنة 2012.
تختص الهيئة بالإشراف على بورصة قطر وتنظيم الأنشطة المتعلقة بالتعامل بالأوراق المالية في الأسواق المالية القطرية، وتسعى الهيئة إلى إرساء الأسس الصلبة لخلق أسواق مالية في دولة قطر على أفضل المستويات العالمية.

## الرؤية
الارتقاء بأسواق رأس المال القطرية لتكون نموذجاللخدمات المالية.

## الرسالة
حماية المستثمرين والمحافظة على استقرار ونزاهة وشفافية أسواق رأس المال وتنمية مستوى المهارة والمعرفة بما يدعم نمو وتنوع الاقتصاد الوطني.

## القيم
يتوجب على العاملين في هيئة قطر للأسواق المالية خلال قيامهم بواجباتهم الالتزام بالقيم التالية:
1. النزاهة: تطبيق أعلى المعايير الأخلاقية في معالجة القضايا واتخاذ القرارات.
2. ‌التميز: السعي إلى الابتكار والإبداع والاستناد إلى الواقع في تخطيط وتنفيذ المهام.
3. ‌العدل: الحيادية والاستقلالية في التعامل مع الجمهور والمؤسسات ذات العلاقة.
4. ‌المسؤولية: اتخاذ القرارات وتنفيذ الإجراءات بوضوح وشفافية وتحمل تبعاتها.
5. ‌روح الفريق: العمل التعاوني المشترك بما يحقق المنفعة المتبادلة ويلبي المصالح المستهدفة.
6. ‌الهوية: الحفاظ على الثقافة والقيم القطرية.

## الهدف
تهدف هيئة قطر للأسواق المالية إلى المحافظة على الثقة في نظام التعامل في الأسواق المالية ، وحماية مالكي الأوراق المالية والمتعاملين فيها، بما يضمن الاستقرار للأسواق المالية والحد من الأخطار التي قد تتعرض لها، من خلال القيام بما يلي:
1. ‌تنظيم الأسواق المالية، والإشراف والرقابة عليها.
2. ‌تنظيم التعامل في أنشطة بما يتسم بالعدالة والتنافسية والشفافية.
3. ‌توعية الجمهور بنشاط الأوراق المالية وتشجيع الاستثمار فيه وتنميته.
4. ‌مراقبة قواعد التعامل بين المتعاملين في أنشطة تداول الأوراق المالية وغيرها.
5. ‌تطبيق سياسة الإفصاح بما يحقق العدالة والشفافية ويحول دون تعارض المصالح واستغلال المعلومات الداخلية.
6. ‌مكافحة أسباب الجرائم المتصلة بالأسواق المالية.
7. ‌دعم الصلات والروابط وتبادل المعلومات مع الأسواق المالية الخارجية والهيئات والمؤسسات والمنظمات الإقليمية والدولية، للاستفادة من أساليب التعامل فيها، بما يساعد على تطوير الأسواق المالية القطرية.
8. ‌إجراء الدراسات وجمع المعلومات والإحصاءات عن أنشطة الأسواق المالية ونشر التقارير الخاصة بها.